# 大安渓鉄橋
大安渓鉄橋（だいあんけいてっきょう）は台湾苗栗県三義郷と台中市后里区の境界、大安渓に架かる台湾鉄路管理局旧山線（廃線）の鉄道橋。
現在は台中市政府と苗栗県政府の県市定古蹟であり、2県市に跨る古蹟の同時登録は台湾で初の事例。

## 構造
同じ旧山線の大甲渓鉄橋、屏東線の下淡水渓鉄橋と合わせ台湾で現存する下路式曲弦ワーレントラス鋼橋の1つ。1908年に総工費513,893円を投じて建設された。
旧山線7号トンネル南側直後に位置する。旧山線内最長のみならず同種のものとしては台湾最長。
1960年代に補強工事がなされる前の最初期は200フィートの桁が8本、全長503.9メートルで(p325)、アメリカン・ブリッジ製のものが使われていた。
当初はトラス桁12本で計画されたが、大安渓の流量などを考慮し、8本に改められた(p214)。橋脚は鉄筋コンクリートのケーソン、橋座部は煉瓦組積造。戦後の列車重量増加対応と耐震性強化により桁が2本増やされ62.41メートルの桁を10本連結した全長637.39メートルとなった。
「新山線」開通後は廃止され、現在は封鎖されているが、フェンスを乗り越えて防護フェンスなどもない橋上の軌道で記念撮影をする観光客が後を絶たない。

## 沿革
(p67-69)
この区間に限らないが、縦貫線は資材を全て日本から搬入したため、打狗港に近い南部と、基隆港に近く、清朝の軌道インフラを流用できた北部は比較的早く開通した。最も難易度が高かったのは現在の旧山線を含む苗栗と豊原の間だった。工事は総督府臨時台湾鉄道敷設部工務課三叉河出張所（所長：稲垣兵太郎）が担当した。三叉河（現・三義駅）と葫蘆墩（現・豊原駅）間に軍事速成線として軽便鉄道と資材運搬線が先に建設されることになり、それらを用いて日本から持ち込まれた資材が搬入された。
軽便鉄道は9kgレール、軌間495mmの複線で(p275)、内社川と大安渓北岸までの支線があった(p276)。
伯公坑と葫蘆墩を結ぶ軽便線14.5kmは1905年1月に起工され、4ヶ月程度で完成した。大安渓の橋は木造だった(p284)。
- 1903年（明治36年）5月4日 - 起工[6](pp277-285)[11]。
- 1904年（明治37年）5月17日 - 三叉河からの大安渓北岸・内社川までの運搬線完工[6](p283)。
- 1905年（明治38年）5月15日 - 三叉河以南の軽便鉄道と後里庄以南の縦貫線営業開始[6](p284)。

|                               |                                             |                        |
| 伯公坑 - 后里庄間の軍事速成線 | 先行敷設された 軽便鉄道の大安渓橋（1907年） | 竣工当時（1911年以前） |

- 1908年（明治41年）
  - 2月14日 - 大安渓鉄橋竣工[6](p280)。
  - 2月15日 - 三叉河と伯公坑間の運搬線廃止[12]。
  - 2月20日 - 三叉河と后里間開通に伴い当鉄橋開通、軍事速成線廃止[6](pp285)。
  - 4月20日 - 葫蘆墩と后里間開通で縦貫線全通。軽便鉄道撤去[6](p276)。
- 1935年（昭和10年）4月21日 - 新竹・台中地震で全線が被害。当鉄橋も橋脚が損傷[6](p300)。
- 1938年（昭和13年）7月15日 - 旧山線全線復旧[6](pp277-285)。
- 1963年（民国52年）3月 - 補強工事[6](p325)。
- 1978年（民国67年）10月 - 本鉄橋を含む台中線電化[6](p292)。
- 1998年（民国87年）
  - 9月23日 - 最終列車が運行される[13]。
  - 9月24日 - 新山線（台中線の新ルート）が開業に伴い廃止。
- 2017年11月23日 - 市指定古蹟に登録[14]。

|                    |          |                        |
| 1935年の地震で被災 | 復旧工事 | 震災後に復旧（1938年） |
|                    |          |                        |
| 2017年現在の様子   |          |                        |

## 関連商品
1/107スケールの模型が台湾で商品化されている。
- 遠流出版公司『自己蓋大安溪鐵橋』（2004年 張智偉/陳世仁著） ISBN 9573252244